# Postfix
В областта на компютрите Postfix е агент за прехвърляне на съобщения (MTA) за безплатно получаване и изпращане на електронна поща, предназначен да бъде алтернатива на Sendmail. Софтуерът е известен също като VMailer и IBM Secure Mailer.
Postfix се разпространява под IBM Public License Версия 1.0, която е лиценз за свободен софтуер.
Разработването на софтуер започва през 1997 г., а разпространението му – на 1 декември 1998 г., а днес (2019) Postfix продължава да се развива активно от неговия създател и други сътрудници.